# Маради (Фиренца)
Маради (итал. Marradi) је насеље у Италији у округу Фиренца, региону Тоскана.
Према процени из 2011. у насељу је живело 1959 становника. Насеље се налази на надморској висини од 336 м.

## Становништво
Према резултатима пописа становништва 2011. у општини је живело 3.257 становника.
| 1936. | 1951. | 1961. | 1971. | 1981. | 1991. | 2001. | 2011. |
| ----- | ----- | ----- | ----- | ----- | ----- | ----- | ----- |
| 8.407 | 7.350 | 5.723 | 4.539 | 4.120 | 3.895 | 3.617 | 3.257 |

## Партнерски градови
- Кастелнодари